# Pozsonyi vashonvéd
A pozsonyi vashonvéd Rigele Alajos pozsonyi szobrász elpusztult, eredetileg fából készült szobra volt Pozsonyban. A szobor másolata ma Gutorban látható.

## Története
A pozsonyi vashonvéd egy fából faragott, honvédet ábrázoló szobor volt, amely az első világháború idején a hadirokkantak segélyezését célul kitűző országos mozgalom legelső megtestesülése volt a Magyar Királyságban. A nemes ügyet támogató adományozók emlékül kis vasszöget üthettek a szoborba, amely így nyerte el vasborítását. Rigele Alajos szobrászművész alkotását 1915. május 23-án avatták fel a színház előtti téren. A szobor fölé később pavilont emeltek. Az Áldozatkészség szobrának pozsonyi kezdeményezője Szapáry Ilona grófnő volt. Az összegyűlt adományokat a helybéli Invalidusotthon támogatására fordították. Az első világháború  után, 1919-ben a megszálló csehszlovák hatóságok a szobrot eltávolíttatták és megsemmisíttették. Kőből faragott másolatát Gutorban állították fel.